# Elecciones federales de Canadá de 1965
Las elecciones federales canadienses de 1965 se llevaron a cabo el 8 de noviembre para elegir a los miembros de la Cámara de los Comunes de Canadá del 27º Parlamento de Canadá. El Partido Liberal del primer ministro Lester B. Pearson fue reelegido con un mayor número de escaños en la Cámara. Aunque los liberales perdieron una pequeña parte del voto popular, pudieron ganar más escaños, pero no alcanzaron la mayoría.
Los liberales hicieron campaña sobre su historial de haber mantenido las promesas hechas en la campaña de 1963, creación de empleo, reducción de impuestos sobre la renta, salarios más altos, asignaciones familiares más altas y préstamos estudiantiles. Prometieron implementar un programa nacional de Medicare para 1967 y el sistema de pensiones públicas del Plan de Pensiones de Canadá. Instaron a los votantes a que les dieran la mayoría por "cinco años más de prosperidad". El partido hizo campaña bajo los lemas "Suceden cosas buenas cuando un gobierno se preocupa por la gente" y "Por la prosperidad continua".
El Partido Conservador Progresista de John Diefenbaker, haciendo campaña con el lema "Políticas para la gente, políticas para el progreso", perdió un pequeño número de escaños. A pesar de perder por segunda vez, Diefenbaker se negó a dimitir como líder del partido y, finalmente, fue expulsado del cargo por una campaña del presidente del partido, Dalton Camp. Diefenbaker se postuló para suceder a sí mismo en la convención de liderazgo del partido de 1967, pero perdió ante Robert Stanfield.
Las pensiones de vejez fueron un tema importante en esta campaña. El Partido Liberal señaló que había aumentado la pensión a 75 dólares mensuales para las personas de 70 años o más, había puesto en marcha planes para reducir la edad de elegibilidad a 65 para 1970 y había agregado un pago del "Programa de Asistencia de Canadá" para las personas mayores con menores ingresos. El PC prometió aumentar la OAP a $ 100 por mes para todos los mayores de 70 años.
El Nuevo Partido Democrático de Tommy Douglas, haciendo campaña bajo el lema "¿Harto? ¡Habla! ¡Vota por los nuevos demócratas!", Aumentó su participación en el voto popular en más de cuatro puntos y medio porcentuales, pero ganó solo cuatro asientos adicionales, siguió sin lograr el avance electoral que se esperaba cuando se fundó el partido en 1960.
El Partido del Crédito Social de Canadá se dividió en dos antes de esta elección: Réal Caouette sacó del partido a los Socreds francocanadienses del nuevo Ralliement créditiste (Rally del Crédito Social) y ganó más escaños que el antiguo partido. Robert N. Thompson continuó liderando el Social Credit Party en el Canadá de habla inglesa, pero perdió una parte significativa de los votos. Esta sería la última vez que el Partido Crédito Social eligió candidatos federales fuera de Quebec.
Esta fue la primera elección para el Partido de los Rinocerontes de Canadá, un partido satírico dirigido por Cornelius el Primero, un rinoceronte del Zoológico. El partido presentó solo un candidato, Cornelius, un residente del zoológico de Granby, que no buscó la elección porque la ley electoral canadiense no permite que los rinocerontes (u otros animales del zoológico) lo hagan.
Para gobernar, los liberales minoritarios se apoyaron en el Partido Nuevo Democrático y ocasionalmente en otros partidos de oposición más pequeños para permanecer en el poder. Pearson anunció su intención de dimitir como líder liberal en diciembre de 1967 y fue reemplazado en abril siguiente por Pierre Trudeau.
En particular, esta elección marcó la última vez que un solo partido conservador no obtuvo la mayoría absoluta de los votos en Alberta (aunque los totales de Conservadores progresistas y Crédito social combinados sumaron más de dos tercios de los votos en esa provincia) .